# Il fantasma della città
Il fantasma della città (Phantom of Chinatown) è un film del 1940 diretto da Phil Rosen.
È un film giallo e thriller statunitense con Keye Luke. Fa parte della serie di film del detective cinese americano Mr. Wong. Questo è l'ultimo film ad avere il celebre investigatore creato dalla penna di Hugh Wiley come protagonista, e l'unico con Keye Luke nel ruolo di Mr. Wong.

## Trama
Di ritorno da una spedizione in Mongolia, il famoso archeologo Dottor Brenton viene assassinato durante una conferenza con del misterioso veleno disciolto nell'acqua, proprio mentre sta per annunciare una grande scoperta. Wong e le forze di polizia seguono una traccia che li porta a sospettare del più ovvio dei colpevoli, il maggiordomo, ma anch'egli viene assassinato. Una nuova pista conduce poi al vero responsabile, Fraser, il cineoperatore della spedizione che aveva sottratto a Brenton una pergamena contenente indicazioni su di un ricchissimo giacimento di petrolio.

## Distribuzione
In Italia il film giunse nel 1942 su distribuzione E.I.A. con un doppiaggio di cui oggi si è persa ogni traccia, così la pellicola fu ridoppiata per il primo passaggio TV con la direzione del doppiaggio di Flavio De Flaviis su dialoghi di Patrizia Valentini e nuove musiche a cura di Gino Peguri.